# 明治村 (島根県)
明治村（めいじむら）は、島根県邇摩郡にあった村。現在の大田市の一部にあたる。

## 歴史
1889年（明治22年）4月1日、町村制の施行により、邇摩郡馬路村、天河内村、大国村（字小波を除く）が合併して村制施行し、明治村が発足。しかしこの合併は地元の意見を無視して郡役所が強行したもので、同年4月11日には住民から県知事に対して合併分離願副申が提出された。それを受けて1891年（明治24年）4月1日、明治村を二分割し、大字馬路が村制施行して邇摩郡馬路村を、大字大国・天河内が村制施行して邇摩郡大国村をそれぞれ新設して廃止された。